# Oligotrichum falcatum
Oligotrichum falcatum är en bladmossart som beskrevs av Steere 1958. Oligotrichum falcatum ingår i släktet Oligotrichum och familjen Polytrichaceae. Inga underarter finns listade i Catalogue of Life.